# Thankgod Ike
Thankgod Ike (Owerri, 4 aprile 1985) è un ex calciatore nigeriano, di ruolo difensore.

## Carriera

### Club
Inizia la sua carriera nell'Heartland, squadra della sua città natale; in carriera ha giocato 11 partite in CAF Champions League, segnando anche 4 gol.

### Nazionale
Nel 2010 debutta con la nazionale nigeriana.